# Buter Balik
Buter Balik is een bestuurslaag in het regentschap Aceh Tengah van de provincie Atjeh, Indonesië. Buter Balik telt 279 inwoners (volkstelling 2010).